# Seznam obětí komunistického teroru v Československu z řad katolických duchovních a řeholníků

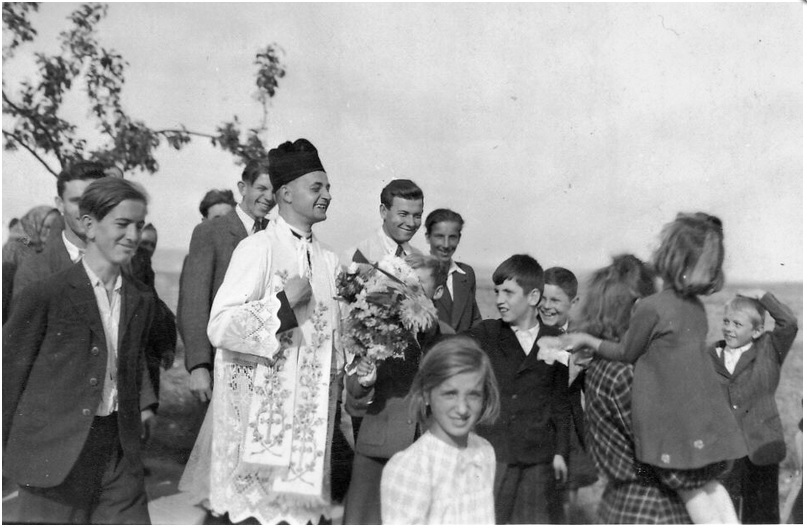
Jan Bula v kněžském úboru mezi dětmi při pouti. Práce s dětmi a mládeží patřila k úkolům, které plnil s radostí. Právě proto měl jeho osud režimu posloužit jako výstraha všem kněžím, kteří by přestupovali zákaz výchovného působení na mládež.

Zde je seznam katolických duchovních, řeholníků a řeholnic, kteří zemřeli v důsledku komunistického teroru či s jeho významným přispěním. Seznam není kompletní.

## Seznam
| Jméno                          | Postavení                                                                            | Datum úmrtí        | Teror a úmrtí                                                            |
| ------------------------------ | ------------------------------------------------------------------------------------ | ------------------ | ------------------------------------------------------------------------ |
| Vojtěch Basovník               | kněz, salesián                                                                       | 17. března 1955    | zemřel na následky zanedbání lékařské péče                               |
| Tomáš Beránek                  | kněz, děkan ve Vodňanech                                                             | 3. prosince 1954   | zemřel ve vězení                                                         |
| Barbora Florina Boenighová     | řeholnice, vincentka                                                                 | 31. ledna 1956     | zemřela ve vězení                                                        |
| Silvestr Braito                | kněz, dominikán                                                                      | 25. září 1962      | zemřel na následky předchozího věznění                                   |
| Emil Brůna                     | kněz                                                                                 | 5. července 1951   | záhadné úmrtí                                                            |
| František Bučil                | kněz                                                                                 | 30. prosince 1955  | zemřel ve vězeňské nemocnici                                             |
| Jan Bula                       | kněz                                                                                 | 20. května 1952    | justiční vražda                                                          |
| Bohumír Bunža                  | kněz                                                                                 | 17. října 1950     | zemřel na následky mučení při výsleších                                  |
| Bohumil Burian                 | kněz, farář ve Velkém Meziříčí                                                       | 29. dubna 1958     | zemřel po výslechu církevním tajemníkem                                  |
| Bohuslav Burian                | kněz                                                                                 | 29. dubna 1959     | zemřel ve vězení v důsledku mučení a neposkytnutí lékařské péče          |
| Michal Buzalka                 | biskup trnavský                                                                      | 7. prosince 1961   | zemřel v internaci                                                       |
| Přemysl Coufal                 | tajný kněz                                                                           | 23/24. dubna 1981  | zavražděn nebo dohnán k sebevraždě                                       |
| Josef Čihák                    | kněz                                                                                 | 18. února 1960     | zemřel ve vězeňské nemocnici                                             |
| Stanislaus Dostál              | kněz, člen Řádu Německých rytířů, farář v Dolní Loučce                               | 26. srpna 1949     | zavražděn agenty StB                                                     |
| Václav Drbola                  | kněz                                                                                 | 3. srpna 1951      | justiční vražda                                                          |
| Andrej Gerát                   | kněz                                                                                 | 4. července 1954   | zemřel ve vězeňském oddělení fakultní nemocnice v Brně                   |
| bl. Pavel Peter Gojdič         | řeckokatolický biskup, eparcha prešovský                                             | 17. července 1960  | zemřel ve vězení                                                         |
| Josef Faustín Hartl            | milosrdný bratr                                                                      | leden 1952         | zemřel ve vězeňské nemocnici                                             |
| Cypriána Františka Hlavínová   | představená Chudých školských sester                                                 | 23. listopadu 1950 | zemřela ve vězeňské nemocnici                                            |
| bl. Vasiľ Hopko                | řeckokatolický biskup, pomocný biskup prešovský                                      | 23. července 1976  | zemřel na následky předchozího věznění                                   |
| Josef Chadraba                 | kněz                                                                                 | 16. dubna 1956     | zemřel ve vězení                                                         |
| Štefan Ivančo                  | řeckokatolický kněz                                                                  | 28. prosince 1951  | zemřel v důsledku pobytu ve vyšetřovací vazbě a následně v TNP           |
| Josef Jakubec                  | kněz                                                                                 | 27. června 1955    | zemřel ve vězení                                                         |
| Bohuslav Stanislav Jarolímek   | kněz, premonstrát, opat strahovského kláštera                                        | 31. ledna 1951     | zemřel ve vězeňské nemocnici                                             |
| Adolf Kajpr                    | kněz, jezuita                                                                        | 17. září 1959      | zemřel ve vězení v důsledku odepření lékařské péče                       |
| Josef Kašík                    | kněz, salesián                                                                       | 12. prosince 1957  | zemřel na následky zranění ze stavby Křímovské přehrady                  |
| Marie Helena Knajblová         | řeholnice, představená bruntálského domu Milosrdných sester Panny Marie Jeruzalémské | 13. února 1961     | zemřela na následky předchozího krutého věznění                          |
| Augustin Komanec               | kněz                                                                                 | 25. března 1953    | ve vězeňské nemocnici                                                    |
| František Tomáš Koseček        | františkán                                                                           | 30. prosince 1956  | zemřel na následky věznění                                               |
| Josef Koutný                   | kněz                                                                                 | 28. dubna 1951     | údajně sebevražda, pravděpodobně umučen při výslechu                     |
| Pavel Kovács                   | kněz                                                                                 | 1. května 1949     | zemřel na následky mučení                                                |
| Josef Kuška                    | kněz                                                                                 | 25. ledna 1953     | zemřel na následky mučení                                                |
| Albín Jaroslav Kvita           | kněz                                                                                 | 10. září 1961      | zemřel na následky věznění                                               |
| Mikuláš Jozef Lexmann          | kněz, dominikán                                                                      | 17. července 1952  | zemřel v důsledku krutého zacházení                                      |
| Ladislav Marek Matisko         | salvatorián                                                                          | 10. prosince 1957  | úraz na nucených pracích                                                 |
| Ferdinand Nesrovnal            | kněz                                                                                 | 30. května 1952    | zavražděn nebo dohnán k sebevraždě                                       |
| Josef Novotný                  | kněz                                                                                 | 25. července 1951  | záhadné úmrtí                                                            |
| Pavel Opavský                  | kněz, jezuita                                                                        | 25. srpna 1952     | zemřel na infarkt na nucených pracích                                    |
| František Pařil                | kněz                                                                                 | 3. srpna 1951      | justiční vražda                                                          |
| Alfonz Paulen                  | kněz                                                                                 | 10. dubna 1954     | zemřel ve vězení v důsledku krutého zacházení a zanedbání lékařské péče  |
| Miron Petrašovič               | řeckokatolický kněz                                                                  | 9. srpna 1959      | zemřel v důsledku krutého zacházení a zanedbání lékařské péče            |
| Štefan Polák                   | kněz                                                                                 | 1987               | zavražděn                                                                |
| Miroslav Půlkrábek             | kněz, řeckokatolický redemptorista                                                   | 30. července 1950  | nehoda na nucených pracích                                               |
| Augustín Raška                 | kněz                                                                                 | 27. července 1953  | zemřel v důsledku krutého zacházení a zanedbání lékařské péče            |
| Jaroslav Rusnák                | kněz                                                                                 | ...                | záhadné úmrtí                                                            |
| Vojtěch Rygal                  | kněz                                                                                 | 27. března 1948    | zavražděn pohraničníky                                                   |
| Pavel Říha                     | kněz                                                                                 | 29. září 1956      | zemřel ve vězení                                                         |
| bl. Zdenka Cecília Schelingová | řeholnice, milosrdná sestra svatého Kříže                                            | 31. července 1955  | zemřela krátce po propuštění na následky mučení a odepření lékařské péče |
| Stanislav Schneeweis           | kněz                                                                                 | 30. prosince 1962  | zemřel na následky věznění                                               |
| Franz Sitte                    | kněz                                                                                 | 8. ledna 1960      | záhadně zemřel ve vězení                                                 |
| Barbora Kristína Ševčenková    | řeholnice, milosrdná sestra svatého Kříže                                            | 12. dubna 1958     | zemřela na následky zanedbání lékařské péče                              |
| Václav Celestin Šulc           | kněz, provinciál Milosrdných bratří                                                  | 2. květen 1951     | zemřel ve vazbě v nemocnici                                              |
| Ambrož Jaroslav Tobola         | kněz                                                                                 | 14. března 1953    | zemřel ve vězení                                                         |
| Josef Toufar                   | kněz                                                                                 | 25. února 1950     | zemřel na následky mučení ve vyšetřovací vazbě                           |
| Ján Tóth                       | kněz                                                                                 | 1950               | zavražděn nebo dohnán k sebevraždě                                       |
| Štěpán kardinál Trochta        | biskup litoměřický, kardinál, salesián                                               | 6. dubna 1974      | „uřván k smrti“ církevním tajemníkem                                     |
| bl. Metoděj Dominik Trčka      | kněz, redemptorista                                                                  | 23. března 1959    | zemřel ve vězení                                                         |
| Antonín Vysloužil              | kněz, čestný konzistorní rada                                                        | 9. prosince 1945   | zavražděn                                                                |
| Antonín Zgarbík                | kněz, jezuita                                                                        | 22. ledna 1965     | zemřel ve vězení v důsledku neposkytnutí lékařské péče                   |